# George Vincent
George Vincent (20 januari 1993) is een Belgische voetballer die onder contract staat bij FC Brussels. 

## Statistieken
| seizoen | club        | land   | competitie  | wed | goals |
| ------- | ----------- | ------ | ----------- | --- | ----- |
| 2010/11 | FC Brussels | België | Exqi League | 5   | 0     |
| 2011/12 | FC Brussels | België | Exqi League | 2   | 0     |
|         |             |        | Totaal      | 7   | 0     |

Laatst bijgewerkt 05-11-11
Bron: sport.be - sporza.be